# Cea (Villagarcía de Arosa)
San Pedro de Cea, conocida comúnmente como Cea, es una parroquia del municipio de Villagarcía de Arosa, en la provincia de Pontevedra.

## Demografía
La población de Cea era, a 2004, de 1317 habitantes, divididos de la siguiente manera por sexos:
- 630 hombres (47,84 %).
- 687 mujeres (52,16 %).

Al igual que en todas las parroquias de la zona, hay mayor cantidad de mujeres que de hombres.
La población ha disminuido en Cea desde 1999, en cinco años la población bajó en un 9,87 %, una disminución de las más altas de las parroquias villagarcianas. Una media de un −1,97 % de disminución anual, más del doble que en otras parroquias como Bamio, que tiene una media del −0,81 % anual.
En cifras, disminuyó en 130 habitantes: pasó de tener 1447 habitantes en 1999 a 1317 en 2004.

## Situación
Cea está a los pies del Monte Xiabre, en la ladera sur de este, en un pequeño valle.
Es una de las parroquias más lejanas a la Ría de Arosa, es decir, al mar.
Una de las parroquias más cercanas es Torre Galbans.

## Lugares
Según el IGE, los lugares de la parroquia de Cea son:
- A Aldea de Arriba.
- A Bouza.
- Carballido.
- Castrogudín.
- Cea.
- Xovelle
- O Lago.
- Os Martices.
- O Montiño.
- O Outeiro.
- O Pousadoiro.
- Sobreira.
- O Sobreiral
- O Vento.